# Triumph TR2

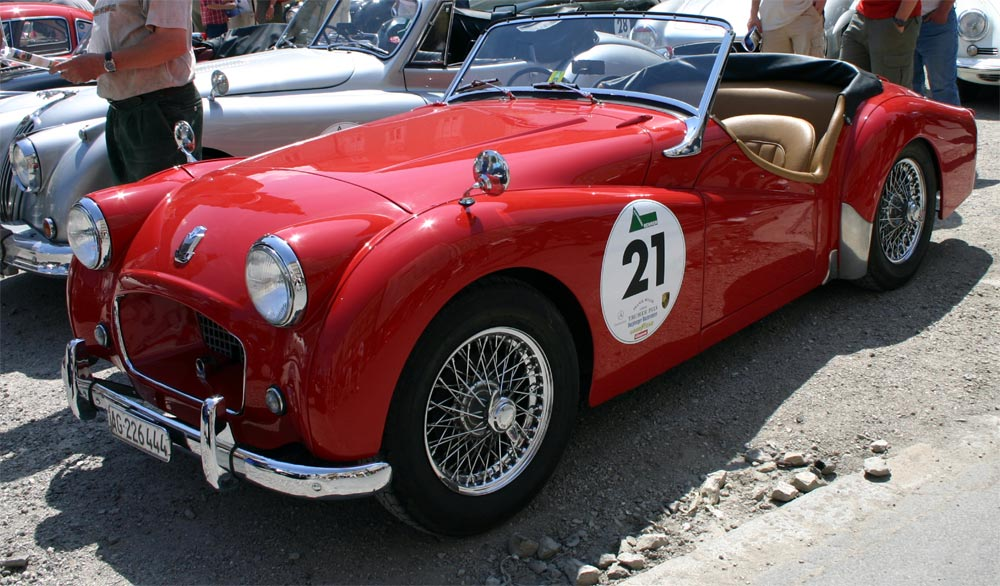
Triumph TR2

Der Triumph TR2 war ein Roadster des britischen Autoherstellers Triumph auf Basis des 1952 auf dem Genfer Auto-Salon vorgestellten Prototyps Triumph TR1. Von der ersten verkauften TR-Modellbaureihe wurden 8636 Exemplare gebaut.

## Geschichte
Auf der London Motor Show 1952 wurde mit dem TS20 der Prototyp eines Roadsters vorgestellt. Dieser war extrem schwergängig zu fahren und erreichte eine Höchstgeschwindigkeit von lediglich 130 km/h. Der britische Test- und Rennfahrer Ken Richardson bezeichnete ihn als death-trap (Todesfalle). Er ließ sich aber von B.R.M. für die Entwicklung des TR2 gewinnen.
Die Mängel wurden beseitigt und der TR2 wurde 1953 auf dem Genfer Auto-Salon präsentiert. Ab August 1953 wurde der Wagen produziert und verkauft. Er wurde zu einem bezahlbaren Roadster mit ansehnlichen Fahrleistungen. Bis zur Ablösung durch den TR3 im Oktober 1955 wurden 8628 Exemplare gebaut. Das Chassis basierte weiterhin auf dem des TR1. Eine andere Quelle beziffert die Produktion auf 8636 Fahrzeuge, von denen 5182 in den Export gingen. Von den Exportfahrzeugen gingen die meisten Fahrzeuge in die USA von denen dort noch fast 1800 existent sind. Weitere 700 Fahrzeuge sind noch bekannt, zumeist im Vereinigten Königreich, so dass insgesamt 2500 noch vorhanden sind. (Stand 2014)
Der Triumph TR2 wurde zudem werksseitig zu internationalen Rennsporteinsätzen entsandt und erzielte bei seiner Teilnahme an der Mille Miglia 1954 den 28. Platz unter 450 Teilnehmern sowie im Juni 1954 in Le Mans den fünften Platz in seiner Klasse. Die Werksfahrer Gatsonides und Slotemaker wurden im Juli 1954 mit ihrem Werks Triumph TR2 Sieger des Alpine Cup.
Die Bezeichnung „TR“ für die Baureihe entstand aus der Abkürzung für den vorangegangenen Experimental Triumph, dem „TR-X“ (TRiumph eXperimental). Die Zahlen hinter dem „TR“ (TR2, TR3 usw.) sind fortlaufende Modellnummern.
Der Vierzylindermotor von Standard mit dreifach gelagerter Kurbelwelle, nassen Laufbuchsen und hängenden Ventilen galt als robust und erreichte eine Leistung von 90 bhp (67 kW). Dies reichte für eine Beschleunigung von 0 auf 100 km/h in 11,9 Sekunden. Die Höchstgeschwindigkeit lag bei 170 km/h. Das Getriebe hat vier Gänge. Gegen Aufpreis war ein Overdrive erhältlich. Die Vorderräder waren einzeln an Doppelquerlenkern aufgehängt, hinten war eine blattgefederte Starrachse eingebaut. Dazu gab es eine Fingerlenkung und hydraulisch betätigte Trommelbremsen von Lookheed an allen Rädern. Der Listenpreis im Jahr 1953 betrug 600 Pfund.

## Trivia
Im Juli 2023 präsentierte das Designstudio Makkina aus London die Studie TR25 als Reminiszenz an den TR2. Der Wagen hat einen Elektroantrieb aus dem BMW i3s. Er ermöglicht eine Beschleunigung von 0 auf 100 km/h in 5,2 Sekunden. Die Höchstgeschwindigkeit der Studie wird mit 185 km/h angegeben.